# Drosophila nullilineata
Drosophila nullilineata är en tvåvingeart som beskrevs av Zhang och Masanori Joseph Toda 1988. Drosophila nullilineata ingår i släktet Drosophila och familjen daggflugor.
Artens utbredningsområde är provinsen Yunnan i Kina.